# Animación con recortes
La animación con recortes o cutout es una variante de la técnica de animación stop motion y se realiza fotografiando figuras planas. Estas figuras suelen estar hechas con cartulina, papel, tela y/o fotografías dispuestas en forma horizontal y fotografiadas desde arriba. Para animar un personaje se lo diseña en papel y luego se recortan sus extremidades en partes del material deseado. Esas extremidades pueden luego unirse mediante clavado o costura para generar una marioneta articulada o bien quedar sueltas para mover cada parte por separado. Las figuras, al ser planas, solo pueden mostrar una faceta por lo que si se quiere tomar el personaje o figura desde otros ángulos de perspectiva, habrá que dibujarlo y recortarlo nuevamente.
Se pueden mencionar antecedentes previos a la invención del cine como, en oriente, el teatro de sombras chinescas o el wayang kulit, en el cual las marionetas eran proyectadas desde atrás de una pantalla en vertical. En la animación stop motion los objetos tienen que estar lo más quietos posibles para poder fotografiarse y modificarse detalladamente cuadro por cuadro, por eso las figuras se ubican sobre una superficie horizontal, iluminada con luz artificial ya sea de frente o por detrás y son fotografiadas desde arriba con una cámara dispuesta a tal efecto. Puede también ser hecha moviendo poco a poco las figuras y luego se graba un vídeo con una cámara de cine que pueda registrar cuadros individuales, se usan los cuadros deseados y se consigue una ilusión de movimiento.

## Pioneros
El primer caso registrado y que aún se conserva de esta técnica de animación puede verse en un corto llamado Humorous Phases of Funny Faces dirigido por el británico James Stuart Blackton.
El primer caso que se registra de uso de esta técnica para una película de largometraje es el de El apóstol, película realizada en 1917 por el animador y realizador argentino Quirino Cristiani y de la cual no se conserva ninguna copia. Quirino usaba recortes de cartulina negra dibujadas con líneas blancas que, una vez reveladas (y debido a la inversión en negativo de la película) quedaban como si fueran dibujos de línea negra en papel blanco. Quirino combinaba esta técnica con el intercambio de otros dibujos para modificar expresiones y formas en los objetos. Una variante dentro de esta técnica es la animación con siluetas, llevada a su máxima expresión artística por la animadora alemana Lotte Reiniger.

## Animación digital con recortes
Con la llegada de la animación digital, se crearon softwares que simulan el uso de capas planas como Macromedia Flash (luego comprado por la compañía Adobe), Adobe After Effects o herramientas de código abierto como Synfig y Tupi. La serie televisiva South Park es un caso que encarna la transición del cutout artesanal al digital, ya que su primer capítulo fue realizado con recortes de cartulina para luego pasar a animarse el resto de la serie en forma digital, pero manteniendo la misma estética que en su versión anterior.
La técnica de animación cutout digital se acerca un poco más a la animación tradicional por extremos ya que no se mueven las partes de la figura fotograma a fotograma, sino que se ubican las posiciones claves en una línea de tiempo y el software se encarga de calcular las posiciones intermedias. Por ejemplo, si un auto tiene que dirigirse del punto A al punto B en cinco segundos, se ubica el auto en la posición A en el segundo cero, creando un fotograma clave y luego en la posición B en el segundo cinco, creando otro fotograma clave. Este proceso se llama interpolación. Esto, combinado con la posibilidad de "anclar" un objeto a otro en función de un eje de rotación, permite armar el personaje como si se estuvieran cosiendo las extremidades una a otra.
A diferencia del método artesanal, la animación con recortes digital permite un trabajo en profundidad ya que siempre se le pueden agregar más detalles una vez animado el movimiento básico. Además, permite mejorar el trabajo por prueba y error, cosa que no se puede en stop motion ya que si algo sale mal, la toma debe realizarse nuevamente. Gracias a la digitalización de las imágenes es también sencillo modificar la escala y cantidad de las figuras así como deformarlas y realizar efectos visuales en general.
Al cutout digital se le puede agregar el efecto multiplano, en donde cada personaje y objeto se distancia de los demás en profundidad. Esta técnica es conocida popularmente como 2.5D ya que combina la animación de objetos planos (2D) con un espacio tridimensional (3D). En consecuencia, se le pueden agregar movimientos de cámara más complejos y generar ambientaciones mediante la iluminación, además de una infinidad de otros efectos.

## Películas de largo metraje
- Las aventuras del príncipe Achmed, de Lotte Reiniger (1926), es una animación con siluetas usando recortes encastrados mediante "tachuelas mariposa", animado sobre una mesa multiplano (una de las primeras en el mundo) combinando con animación con arena y jabón para los efectos especiales.
- Ladrones de Bagdad, de Noburō Ōfuji (1926), fue también uno de los primeros ejemplos de animación con recortes y usaba chiyogami (papel japonés coloreado).
- No. 12, de Harry Everett Smith (1962), utiliza ilustraciones recortadas de catálogos del siglo XIX.
- Los filmes soviéticos Lefty (1964) y Go There, Don't Know Where (1966).
- Los primeros filmes de René Laloux fueron animados mediante recortes articulados. Su primer largometraje, El planeta salvaje, es un raro ejemplo de animación por recortes sueltos (sin uniones).
- Los largometrajes de Karel Zeman (de la ex-Checoslovaquia) combinaban animación con recortes y escenarios con actores en vivo.
- La secuencia de apertura de La armada Brancaleone, del director italiano Mario Monicelli (1966), está realizada con una animación de recortes realizada por el italiano Emanuele Luzzati.
- Twice Upon a Time (1983), una película animada por John Korty y producida por George Lucas, usa una forma de animación con recortes que los realizadores llamaron Lumage, que consistía en piezas de un plástico especial que los animadores movían en una mesa retroiluminada.
- La película South Park: Bigger Longer & Uncut (1999) usa animación digital para imitar la estética de animación con recortes.
- La película La Gran Historia de la Filosofía Occidental (2025), dirigida por Aria Covamonas, utiliza este tipo de animación siendo el primer largometraje mexicano de animación en usar esta técnica.